# 마리아트리니다드산체스주

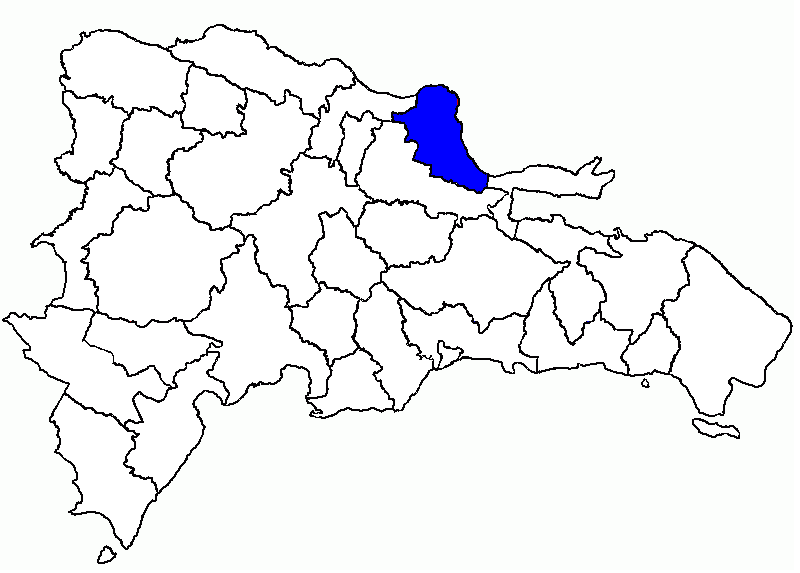
마리아트리니다드산체스 주의 위치

마리아트리니다드산체스주(스페인어: María Trinidad Sánchez)는 도미니카 공화국 북부에 위치한 주로 주도는 나과이며 면적은 1,271.71km2, 인구는 195,886명(2014년 기준)이다. 1959년 사마나 주에서 분리되어 신설되었다.
서쪽으로는 에스파이야트 주, 남서쪽으로는 두아르테 주, 동쪽으로는 사마나 주, 북쪽과 북동쪽으로는 대서양과 접한다. 4개 지방 자치체와 5개 지구를 관할한다.